# Robert Grimm

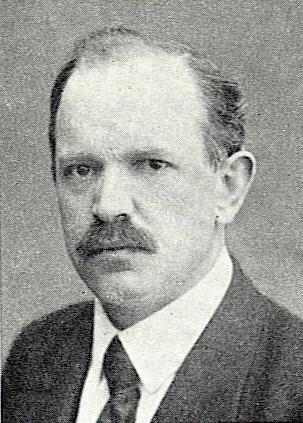
Robert Grimm

Robert Grimm (16 de abril de 1881 - 8 de março de 1958) foi um político socialista suíço.

## Biografia
Grimm juntou-se ao grupo de socialistas que se opunham à participação de seus países na Primeira Guerra Mundial. Após o colapso da Segunda Internacional, ele se tornou o líder do grupo dos Centristas no Movimento Zimmerwald, tendo presidido a Conferência Socialista de Zimmerwald e a Conferência Socialista de Berna.
Grimm protagonizou dois episódios que redundaram em fracasso político:
- O chamado  Escândalo Grimm-Hoffmann, quando ele se apresentou em Petrogrado (então capital da Rússia), dizendo-se - sem o ser - representante oficial do governo suíço nas discussões sobre a possível saída dos russos da Primeira Guerra Mundial.
- A convocação de uma greve geral na Suíça, a fim de provocar uma revolução naquele país. A greve fracassou e Grimm foi obrigado a declarar publicamente que a Suíça ainda não estava pronta para uma revolução socialista.

Com o tempo, Grimm abandonou a corrente revolucionária do movimento socialista, aderindo ao que viria a ser conhecido como Social-Democracia, que admite ser possível construir uma sociedade socialista por meios não-violentos, ou seja, sem uma revolução popular.